# Stiphodon chlorestes
Stiphodon chlorestes — вид прісноводних бичкоподібних риб родини оксудеркових (Oxudercidae). Описаний у 2024 році на основі семи зразків, зібраних на Тайвані та острові Лусон (Філіппіни).

## Опис
Тіло завдовжки до 45 мм. Вид можна відрізнити від родичів за сімома-восьмома овальними смугами на боках, чорною поздовжньою смугою на нижній частині тіла, чорними та білими плямами на грудних плавцях і короткою червоною або помаранчевою лінією на задньому верхньому краї хвостового плавця.